# Rostbröstad skogsvaktel
Rostbröstad skogsvaktel (Dendrortyx barbatus) är en hotad hönsfågel i familjen tofsvaktlar som är endemisk för Mexiko.

## Utseende och läte
Rostbröstad skogsvaktel är en distinkt långstjärtad hönsfågel med en kroppslängd på 34 cm. Den är blågrå på huvud och hals, med brunaktig hjässa och tofs. Vidare är den roststreckat grå på nacke, mantel och bröstsidor. Resten av undersidan är kanelbrun med grå och bruna fläckar på låren och flankerna. Undersidan av stjärten är mörk med vita spetsar. Resten av ovansidan är brunaktig med svarta och beigefärgade fläckar. Den har röd näbb, röda ben och röd ring runt ögat. Hanens läte består av högljudda serier med tre- eller fyrstaviga visslingar, med betoning på slutet, medan honans är mjukare med flera toner.

## Utbredning och systematik
Fågeln förekommer i fuktiga bergsskogar i nordöstra Mexiko. Den behandlas som monotypisk, det vill säga att den inte delas in i några underarter.

## Status
Arten har ett litet utbredningsområde och tros minska kraftigt i antal. Internationella naturvårdsunionnen IUCN kategoriserar därför arten som sårbar. Världspopulationen uppskattas till 3 600 vuxna individer.